# TSPAN18
TSPAN18 (англ. Tetraspanin 18) – білок, який кодується однойменним геном, розташованим у людей на 11-й хромосомі. Довжина поліпептидного ланцюга білка становить 248 амінокислот, а молекулярна маса — 27 710.
| 10         |  | 20         |  | 30         |  | 40         |  | 50         |
| ---------- |  | ---------- |  | ---------- |  | ---------- |  | ---------- |
| MEGDCLSCMK |  | YLMFVFNFFI |  | FLGGACLLAI |  | GIWVMVDPTG |  | FREIVAANPL |
| LLTGAYILLA |  | MGGLLFLLGF |  | LGCCGAVREN |  | KCLLLFFFLF |  | ILIIFLAELS |
| AAILAFIFRE |  | NLTREFFTKE |  | LTKHYQGNND |  | TDVFSATWNS |  | VMITFGCCGV |
| NGPEDFKFAS |  | VFRLLTLDSE |  | EVPEACCRRE |  | PQSRDGVLLS |  | REECLLGRSL |
| FLNKQGCYTV |  | ILNTFETYVY |  | LAGALAIGVL |  | AIELFAMIFA |  | MCLFRGIQ   |

A: Аланін

C: Цистеїн

D: Аспарагінова кислота

E: Глутамінова кислота

F: Фенілаланін

G: Гліцин

H: Гістидин

I: Ізолейцин

K: Лізин

L: Лейцин

M: Метіонін

N: Аспарагін

P: Пролін

Q: Глутамін

R: Аргінін

S: Серин

T: Треонін

V: Валін

W: Триптофан

Локалізований у мембрані.